# Torrefiering
Torrefiering är en metod som genom uppvärmning av biobränsle till 250–350°C ökar bränslets energitäthet och värmevärde. Den förädlade produkten kan sedan användas som bränsle i exempelvis kraftvärmeverk. Det främsta syftet är att i slutändan minska transportkostnader samt öka effektiviteten på användandet av produkten.
Torrefiering innefattar en termokemisk behandling av biobränslet vid 200–300°C. Behandlingen sker vid normalt tryck i frånvaro av syre och karaktäriseras av låg uppvärmningshastighet (< 50 °C/min). Biobränslet (eller biomassan) bryts delvis ner under processen då flyktiga ämnen lämnar bränslet och renderar en förlust av massa och kemisk energi. Avkastningen i form av massa och energi från torrefiering beror främst på temperatur, reaktionstid och biobränsletyp under processen. En lyckad torrefiering medför att mer massa än energi förloras i processen vilket skapar en högre energitäthet i det resulterande materialet. Biobränsle förlorar mer av syre och väte än kol under torrefiering. Vattenavgången innefattar en stor andel, men även produkter från organiska reaktioner (ättiksyra, furaner och metanol) och gaser (CO2 och CO) innehåller en väsentlig del syre, vilket betyder att även torr biomassa kan öka sin energitäthet vid torrefiering.
Torrefieringsprocesser har likheter med pyrolysprocesser, som dock sker vid högre temperaturer.